# Andrena shawanensis
Andrena shawanensis là một loài Hymenoptera trong họ Andrenidae. Loài này được Xu & Tadauchi mô tả khoa học năm 1999.